# Franz-Josef Niemann
Franz-Josef Niemann (Düsseldorf, 12 marzo 1952) è un presbitero e teologo tedesco di fede cattolica.

## Biografia
Dopo aver conseguito l'abitur al Görres-Gymnasium di Düsseldorf nel '70, dal 1970 al 1975 Franz-Josef Niemann studiò teologia cattolica (tesi di diploma 1977) e filosofia (tesi di diploma 1974 presso la Pontificia Università Gregoriana e l'Università di Innsbruck. Nel '74 discusse la tesi di laurea in filosofia dal titolo Freiheit in Leibniz' Theodizee ("La libertà nella teodicea di Leibniz") e, tre anni più tardi, quella di teologia intitolata Dogmenentwicklung nach Johann Evangelist Kuhn. Eine Untersuchung zur zweiten Auflage seiner "Einleitung in die katholische Dogmatik" ("Lo sviluppo del dogma secondo Johann Evangelist Kuhn. Uno studio della seconda edizione della sua "Introduzione alla dogmatica cattolica"). Dal 1975 al 1977 studiò esegesi biblica presso l'Università ebraica di Gerusalemme e il Pontificio Istituto Biblico, ottenendo la licenza con la dissertazione dal titolo Erzählung vom leeren Grab im Markusevangelium ("La narrazione della tomba vuota nel Vangelo di Marco"). 
Dopo l'ordinazione sacerdotale nel 1977, lavorò come assistente universitario di teologia fondamentale a Innsbruck sotto la direzione di Walter Kern, conseguendo il dottorato nel 1981. Fu parroco e insegnante di religione in un ginnasio di Neuss. Dal 1988 al 1994 fu consulente accademico sotto la supervisione di Joachim Gnilka. Per tre semestri, nel 1994/1995, fu supplente nella cattedra di teologia sistematica all'Università di Wuppertal. Dal 1995 insegnò come professore a Kiel e successivamente a Flensburgo.

## Scritti (selezione)
- mit Walter Kern:  Theologische Erkenntnislehre. Patmos, Düsseldorf 1981, ISBN 3-491-77251-6.
- Jesus als Glaubensgrund in der Fundamentaltheologie der Neuzeit. Zur Genealogie eines Traktats (= Innsbrucker theologische Studien. Band 12). Tyrolia-Verlag, Innsbruck 1983, ISBN 3-7022-1444-5 (zugleich Dissertation, Innsbruck 1981).
- Jesus der Offenbarer. Altertum bis Mittelalter. Styria, Graz 1990, ISBN 3-222-11933-3.
- Jesus der Offenbarer. Frühe Neuzeit bis Gegenwart. Styria, Graz 1990, ISBN 3-222-11934-1.